# مانويل ويبر
مانويل ويبر (بالألمانية: Manuel Weber)‏ (28 أغسطس 1985 فيلاخ النمسا - ) هو لاعب كرة قدم نمساوي يلعب كلاعب وسط.

## وصلات خارجية
مانويل ويبر على موقع قاعدة بيانات كرة القدم.إي يو (الإنجليزية)
- مانويل ويبر على موقع ناشيونال فوتبول تيمز (الإنجليزية)